# بایسن (داکوتای جنوبی)
بایسن(به انگلیسی: Bison) شهری در ایالت داکوتای جنوبی کشور ایالات متحده آمریکا است که جمعیت آن در سرشماری سال ۲۰۱۰ میلادی، ۳۳۳ نفر بوده‌است.